# 鮑其豹
鮑其豹（？—？），安徽省徽州府歙縣人，清朝政治人物、進士出身。
光緒十五年（1889年），参加光緒己丑科殿試，登進士二甲16名。同年五月，著主事，分部学习。